# 馮錫仁
冯锡仁（1845年—1911年）字伯育，号莘垞，湖南沅陵一都（今柳林汊乡）人。清末官员，进士出身。

## 生平
清朝同治八年（1869年），冯锡仁入县学。后入岳麓书院。光绪二年（1876年）中举人，光緒六年（1880年），登進士，同年五月，著分部學習。后授兵部给事中，加三品官衔。
光绪十三年（1887年），冯锡仁回沅陵县为母亲治丧。在该县，他发现里正包征钱粮，向农户增派附加和杂费，从中渔利。冯锡仁乃访辰州府知府和沅陵县知县，并约集士绅共同商议，废除里正包征制度，制定了钱粮征收新章程，由县衙在各地布点设柜，由农户自行赴柜缴纳钱粮，取消额外附加和杂费。光绪二十年（1894年），冯锡仁回沅陵县巡视，发现民众因去年旱灾而歉收，饥民很多，知府、知县则未赈济。冯锡仁发现知府贪脏枉法，乃上奏将其罢免，并由抚衙赈济灾民。
甲午战争清军战败，新总督刘坤一荐冯锡仁掌管前敌军总营务处。不久，冯锡仁辞职返回家乡。
光绪三十二年（1906年），湖南巡抚庞鸿书奏准，由冯锡仁总理湖南矿务三路公司，并兼办西路矿务。宣统元年（1909年），冯锡仁当选湖南谘议局议员，旋出任副议长，次年，当选为资政院议员。
晚年，冯锡仁创办湖南西路师范学堂，并任监督。宣统三年（1911年），冯锡仁逝世，享年66岁。

## 著作
- 《听彝堂续稿》六卷
- 《听彝堂电稿》二卷
- 《听彝堂折稿》七卷
- 《絮庵杂著》二卷[1]